# Joseph de Fumel
Der Comte Joseph de Fumel (* 14. März 1720 in Toulouse; † guillotiniert 27. Juli 1794 in Bordeaux) war ein französischer Adliger, Militär und für kurze Zeit Bürgermeister von Bordeaux.

## Leben
Joseph de Fumel war das dritte von sieben Kindern des Comte Louis de Fumel († 1749) und seiner Ehefrau Catherine Thomas de Bertier, einer Tochter von François de Bertier, Premier Président du Parlement de Pau (1703) bzw. Toulouse (1710), und Marie de Catellan. Der Erstgeborene starb vor seinem Vater, der zweite war Jean-Félix-Henri de Fumel (1717–1790), Bischof von Lodève.
Durch den Tod seines Vaters wurde er Comte de Fumel, Baron de Pauilhac et de Lavelanet, Seigneur d’Hautes-Vignes, Pessac, Haut-Brion et Margaux.
Von 1739 bis 1762 verfolgte er eine militärische Laufbahn mit Einsätzen in Flandern, Elsass, Schwaben und Bayern, der Provence, der Bretagne und in Hannover, wobei er bis zum Maréchal de camp befördert wurde. 1773 wurde er Gouverneur des Château Trompette in Bordeaux. 1780 wurde er zum Lieutenant-général befördert, im Jahr darauf erhielt er das Großkreuz des Ordre royal et militaire de Saint-Louis. 1783 wurde er vorläufiger Lieutenant du roi commandant en chef von Guyenne; Louis-Marie-Athanase de Loménie wurde 1786 sein regulärer Nachfolger, er selbst 1787 dessen Nachfolger, als Loménie zum Verteidigungsminister avancierte, und war damit der letzte Amtsinhaber vor der Revolution.
Als Anhänger der Revolution wurde er am 19. Februar 1790 per Akklamation zum Bürgermeister von Bordeaux gewählt, er erhielt im zweiten Wahlgang 2193 von 3737 angegebenen Stimmen, trat aber 1791 bereits zurück. Am 1. April 1791 wurde er zum Kommandant der 11. Division ernannt, demissionierte aber schon im Juni.
Er zog sich auf sein Château de Haut-Brion in Pessac zurück und trat im öffentlichen Leben nicht mehr auf. 1793 wurde er verhaftet in Bordeaux eingekerkert, am 27. Juli 1794 guillotiniert: Nachdem er sich als Feind des Volkes erwiesen hat, der die Auflösung der Einheit und Unteilbarkeit der Republik anstrebte, muss er in die aristokratische Klasse eingeordnet und zum Tode verurteilt werden.
Er hatte am 16. Mai 1748 Marie-Elisabeth de Conty d’Hargicourt geheiratet, von der er mindestens sieben Kinder bekam, von denen nur noch zwei Töchter lebten, als die Revolution ausbrach, und die ebenfalls guillotiniert wurde.